# Okarec
Okarec är en ort i Tjeckien.   Den ligger i regionen Vysočina, i den sydöstra delen av landet, 160 km sydost om huvudstaden Prag. Okarec ligger 417 meter över havet och antalet invånare är 124.
Terrängen runt Okarec är platt. Runt Okarec är det glesbefolkat, med 20 invånare per kvadratkilometer. Närmaste större samhälle är Třebíč, 15,0 km väster om Okarec. Trakten runt Okarec består till största delen av jordbruksmark.